# Popići
Popići (lat. Prunellidae), porodica malenih ptica pjevica, dio je reda vrapčarki. Cijelopj porodici pripada trnaest vrsta unutar jednog roda,Prunella ili popić. Rod je monotipičan za Stari svijet (Europa i Azija).

## Vrste
Popis vrsta s hrvatskim nazivima:
1. Prunella atrogularis (von Brandt, 1843) (crnobradi popić)
2. Prunella collaris (Scopoli, 1769) (alpski popić)
3. Prunella fagani (Ogilvie-Grant, 1913) (jemenski popić, P. o. fagani)
4. Prunella fulvescens (Severtsov, 1873) (smeđi popić)
5. Prunella himalayana (Blyth, 1842) (riđoprugi popić)
6. Prunella immaculata (Hodgson, 1845) (sivoglavi popić)
7. Prunella koslowi (Przevalski, 1887) (mongolski popić)
8. Prunella modularis (Linnaeus, 1758) (sivi popić)
9. Prunella montanella (Pallas, 1776) (sibirski popić)
10. Prunella ocularis (Radde, 1884) (crnokapi popić)
11. Prunella rubeculoides (Moore, F, 1854) (riđoprsi popić)
12. Prunella rubida (Temminck & Schlegel, 1845) (japanski popić)
13. Prunella strophiata (Blyth, 1843) (pjegavotrbi popić)